# Мальцева Кур'я
Ма́льцева Ку́р'я (рос. Мальцева Курья) — селище (колишнє село) у складі Бійського району Алтайського краю, Росія. Входить до складу Усятської сільської ради.

## Населення
Населення — 213 осіб (2010; 247 у 2002).
Національний склад (станом на 2002 рік):
- росіяни — 84 %